# Pixeline Skolehjælp: Matematik 2 – Pixelines regneræs
Pixeline Skolehjælp: Matematik 2 – Pixelines regneræs er det sjette spil i Pixeline Skolehjælp serien. Spillet er fra 2006 og er udgivet af Krea Media.
Spillet er bygget op som et klassisk brætspil, hvor man slår med en terning, og hvor man kan være op til fire spiller. Man vælger figur fra pixelines verden som består af Pixeline, Lillebror, Max og Boye, de figure som man ikke selv bemander styrer computeren.
Derudover skal man også vælge antallet af omgange og sværhedsgrad.
Spillet starter med man skriftes til at slå med en tegning og rykke så mange gange som terningen viser. Der er fem forskelige felter man kan lande på, når man lander på minispilfeltet får man en opgave som omhandler matematik, der er i alt syv forskelige opgaver,som f.eks at placere tal i den rigtige rækkefølge, lægge tal sammen i en pyramide, balancerer lodder på en vægtskål, og udregne længden på et antal streger.
Lander man på eventfeltet giver feltet adgang til en quiz, hvor man kan vinde forskelige brikker. Ud over regn og terningkast kan man og så vinde dråbebrikker som kan hjælpe en på godt på vej i spillet. Derudover i spørgsmålfeltet kan man trække et lykkekort som også kan være et uheldskort. Udover at komme i mål som den første, kan man også dyste om hvem der for flest stjerner, det gør man ikke bare ved at lande på et stjernefelt, eller på ens modstander. Derudover hvis man lander på et farefelt kan man risikerer at vendte en omgang eller rykke nogle felter tilbage.